# Applevage
Applevage, ou également Société de constructions et de locations d'appareils de levage et de matériel de travaux publics, était une entreprise de construction mécanique française implantée 75, rue Vitruve à Paris.
Ses ateliers, situés à Rousies, étaient spécialisés dans la production remontées mécaniques, plus particulièrement téléphériques, mais également de grues, ponts roulants et matériel ferroviaire. La société a également produit quelques télécabines et téléskis.
Applevage a été absorbée par la société française Fives Lille-Cail en 1963.

## Réalisations notables

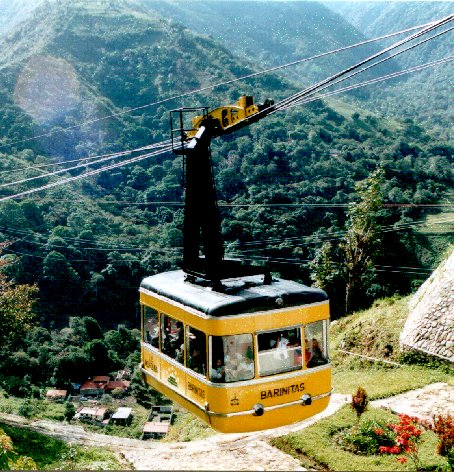
Téléphérique du Pico Espejo à Mérida (Venezuela).

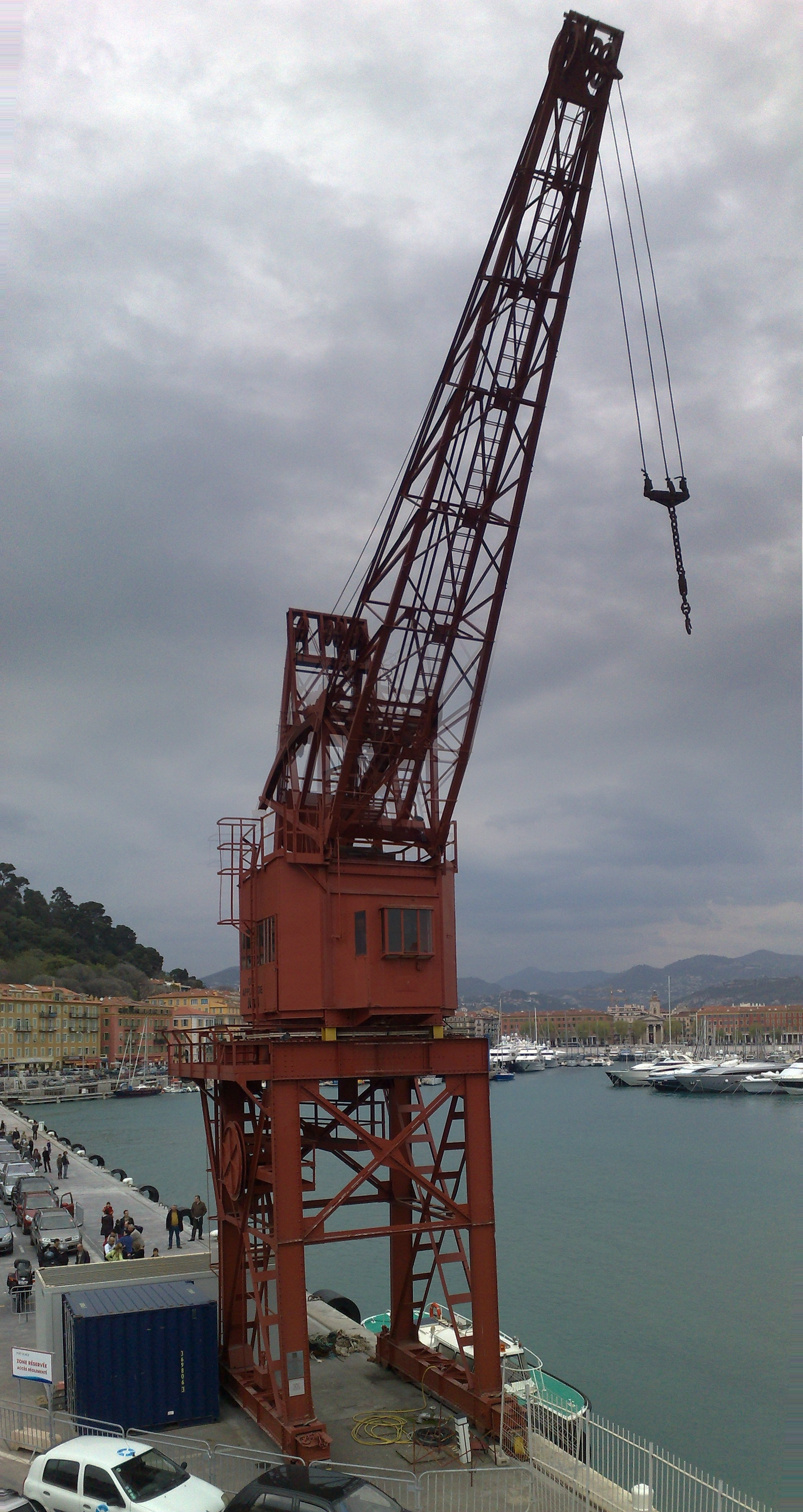
La grue Applevage n°14 sur le Port Lympia à Nice.

Parmi les réalisations de la société, on peut citer la grue Applevage n°14, construite en 1937, et installée sur le Port Lympia à Nice. Elle est classée monument historique par arrêté du 27 mars 2000 et obtient le label « Patrimoine XXe siècle » le 1er mars 2001. 
Le constructeur a également participé au développement du transport par câble. Sa première réalisation est le téléphérique du Sancy  installé au Mont-Dore en 1936, toujours en service. 
Applevage a par ailleurs réalisé dans les Andes à Mérida (Venezuela), le plus haut téléphérique du monde, avec une gare d'arrivée au sommet du Pico Espejo à 4 765 mètres d'altitude. La construction de cet appareil s'est entamée en 1956 pour s'achever au mois de mars 1960. La ligne, longue de 12,5 kilomètres, se divise en quatre tronçons et possède une dénivelée totale de 3 188 mètres. Le câble du dernier tronçon atteint l'altitude de 4 765 mètres après une portée de 3 000 mètres de distance sans appui intermédiaire.
L'entreprise a également construit dans les années 1950 les télécabines débrayables quadriplaces du Jaillet à Megève, du Moucherotte à Saint-Nizier-du-Moucherotte, des Carroz d'Arâches et du Col de la Faucille, d'un genre particulier. La technologie employée ne faisait pas appel à celle d'une attache classique venant pincer le câble, mais à un crochet situé au sommet d'une demi-suspente basse, solidaire de la cabine, qui venait s'accrocher à une demi-suspente entraîneuse, solidaire du câble via une pince fixe.
En 1957 la société a construit le téléphérique du Pic Lumière à Saint-Lary (Hautes-Pyrénées, France). Il dessert la station (1 700 m) depuis le village (830 m) avec un unique pylône. L'appareil est toujours en service mais a été modernisé, notamment ses cabines, qui ont été remplacées en 1997 à l'occasion des quarante ans de la remontée.